# Џон Ексли
Џон Ексли (енгл. John Onins Exley; Филаделфија, 23. мај 1867 — Милфорд, 27. јул 1938) је био амерички веслач, освајач две златне медаље на Олимпијским играма 1900. у Паризу и 1904. у Сент Луису са посадом осмерца Vesper Boat Club из Филаделфије, који се такмичио за САД.
На Играма 1900. Ексли је учествовао само у такмичењима осмераца. Посада осмерца у саставу Вилијам Кар, Хари Дебек, Џон Ексли, Џон Гајгер, Едвин Хедли, Џејмс Џувенал, Роско Локвуд, Едвард Марш и Луис Абел била је прва у полуфиналу и финалу и освојила је златну медаљу. 
На следећим играма 1904. од посаде из Париза поред Екслија остао је само кормилар Луис Абел. На такмичењу је одржана само финална трка у којој су учествовале само две посаде, јер није било више пријављених за ову дисциплину. Екипа САД у саставу Фредерик Кресер, Мајкл Глисон, Франк Шел, Џејмс Фланаган, Чарлс Армстронг, Хари Лот, Џозеф Демпси, Џон Ексли и Луис Абел победила је екипу Канаде за три дужине чамца.

## Биографија
Џон Ексли је рођен у Филаделфији, али је одрастао у прерији где је основао своју компанију за откуп стоке. Радом са стоком развио је своју мускулатуру и кад се поново вратио у Филаделфију, локални тренер је запазио његове огромне руке и грађу. Ексли је послушао савет тренера, почео да се бави веслањим и постао познат као „The Iron Man“ („Гвоздени човек“) веслања у Филаделфији. Поред две златне медаље на олимпијским играма, освојио је још неколико титула. Наставио је да весла до 1912, када је преузео улогу тренера као хоби.